# Christel Robin
Christel Robin, née le 6 septembre 1987 à Nice, est une triathlète française. Elle remporte le championnat de France de triathlon longue distance en 2008.

## Biographie

### Jeunesse
Christel Robin grandit à Nice et pratique divers sports dans sa prime jeunesse tels que la danse classique, le taekwendo et le tennis. Elle s'initie au triathlon après une blessure à un pied qui la prive de la pratique de la course à pied pendant un temps, période durant laquelle elle s'adonne à la natation et au cyclisme. Rapidement compétitive, elle monte sur des podiums nationaux en duathlon dans la catégorie junior. Elle rencontre son futur entraîneur à l'Olympic Nice Natation (ONN), Yves Cordier, qui décèle en elle de grandes qualités sportives.

### Carrière
L'année 2008 est la consécration pour Christel Robin dans le triathlon longue distance. Pour sa deuxième saison professionnelle, elle décroche le titre de championne de France de triathlon longue distance, lors d'une épreuve qui se court dans la ville de Belfort. N'accusant qu'un retard de trois minutes trente sur Delphine Pelletier à la fin de l'épreuve de natation, elle reprend la tête de course au 30e kilomètre de la partie cycliste et arrive à la deuxième transition avec plus de 10 minutes d'avance sur sa compatriote. Sur un rythme solide en course à pied, elle ne permet aucun retour sur sa position et s'impose en 4 h 10 min 38 s. Elle remporte alors son premier titre majeur à l'âge de 20 ans.
En 2009, elle défend son titre sur longue distance à Belfort de nouveau, mais ne termine pas la course. Elle décide alors de participer pour la première fois à l'Ironman France à Nice, où elle prend, pour sa première participation à ce type d'épreuve, la deuxième place du classement féminin. Elle ne s'incline que dans les derniers kilomètres après avoir pris la tête de course au 56e kilomètre de la partie vélo, malgré une sortie d'eau en neuvième position seulement. Au terme d'un parcours vélo au tempo très soutenu, elle creuse l’écart et atteint la deuxième transition avec une avance de plus de six minutes sur la Belge Tine Deckers, et de près de 25 sur l'Italienne Martina Dogana et la Française Alexandra Louison. Manquant de ressources pour maintenir son avance, elle est rejointe par la Belge à l'issue du premier semi-marathon et lui cède la tête de course. Elle résiste malgré tout au retour de l'Italienne et conserve sa seconde place sur le podium.
En 2010, elle remporte le Tristar 111 de Monaco, épreuve qui succède à l'Ironman 70.3 Monaco, qu'elle a remporté en 2009. Favorite de la course, elle termine en première position avec 26 minutes d'avance sur sa compatriote Coralie Lemaire et en 16e position du classement général.
Elle commence à s'adonner également à la pratique du trail sur quelques courses régionales,  établit le record féminin de l'anscension du col de la Bonette, et remporte des trails au scratch devant les hommes, puis se fixe des objectifs pour la saison 2011, comme l'Embrunman ou l'Ironman de Kona.

### Autres sports
À partir de 2012, avant de faire une break sportif, elle se tourne complètement vers le trail et l'ultra-trail. Elle s'engage sur plusieurs compétitions, intègre le Team Garmin Adventure et se fixe pour objectif de participer dans l'avenir à l'Ultra-Trail du Mont-Blanc.

## Palmarès
Le tableau présente les résultats les plus significatifs (podium) obtenus sur le circuit national et international de triathlon depuis 2007.
| Année | Compétition                                         | Pays     | Position           | Temps           |
| ----- | --------------------------------------------------- | -------- | ------------------ | --------------- |
| 2022  | Triathlon International Longue distance de Cannes   | France   | Médaille d'or      | 4 h 31 min 25 s |
| 2021  | Championnat de France longue distance               | France   | Médaille de bronze | 4 h 47 min 4 s  |
| 2021  | TriGames Cagnes-Sur-Mer                             | France   | Médaille de bronze | 4 h 47 min 4 s  |
| 2010  | TriStar 111 Monaco                                  | Monaco   | Médaille d'or      | 4 h 7 min 40 s  |
| 2010  | Embrunman Courte Distance                           | France   | Médaille d'or      | 2 h 26 min 56 s |
| 2009  | Ironman 70.3 Monaco                                 | Monaco   | Médaille d'or      | 4 h 47 min 20 s |
| 2009  | Ironman France                                      | France   | Médaille d'argent  | 9 h 34 min 19 s |
| 2009  | Triathlon International Longue Distance de Lisbonne | Portugal | Médaille d'or      | 4 h 14 min 57 s |
| 2008  | Championnat de France longue distance               | France   | Médaille d'or      | 4 h 10 min 38 s |
| 2007  | Ironman 70.3 Monaco                                 | Monaco   | Médaille de bronze | 4 h 52 min 46 s |